# Miriam Kressyn
Miriam Kressyn (4 de marzo de 1910-28 de octubre de 1996), una de las "Primeras Damas del teatro yiddish", actuó y cantó en teatro, cine y radio; también escribió obras de teatro.[cita requerida]

## Vida personal
Kressyn nació en Białystok, Polonia, séptima hija de Mashe y Yankev Kressyn.  Era una familia pobre; su padre se ganaba la vida viajando a las ferias del pueblo. Al no poder mantener a la familia, emigró a Estados Unidos con dos de sus hijas, pero tres años después regresó solo. Miriam se convirtió en miembro del kleyn bund, pero amenazada con ser detenida por "contrabando de literatura" se fue a América con toda la familia y se instaló en Boston.
"Cuando llegó a Boston, Massachusetts, en 1925, Miriam hablaba seis idiomas con fluidez". Su madre vendió un colchón de plumas para pagar su educación. Ganó una beca de 5.000 dólares para estudiar música en el extranjero tras ganar un concurso entre las mejores cantantes de instituto de Nueva Inglaterra. También asistió becada al Conservatorio de Música de Nueva Inglaterra. Cuando Julius y Anna Nathanson, que actuaban en el Goldene Kaleh de Freeman en Boston, escucharon por casualidad a Kressyn, la convencieron para que se uniera a su coro. Interpretó pequeños papeles con Max Gebil en Khuppah-kleyd (Wedding dress), con Ludwig Satz en Der gazlen (The Thief) y con Leon Blank en The Three Brides. No lo consideró una carrera, ya que estudiaba Derecho en la Northeastern University.
Su habilidad para el baile ... rozaba lo acrobático (era capaz de doblarse hacia atrás y recoger una rosa del escenario con los dientes).
Hy Jacobson la acercó al teatro yiddish; actuó con él y con Aaron Lebedeff en el Londiel Theater. En 1930-31 actuó en el Arch Street Theater de Filadelfia (dirigido por Hymie Jacobson, May Sieman y Simone Woolf). En 1933 se casó con Jacobson y realizaron giras por Argentina, Berlín, Inglaterra, Francia, Lituania, Letonia y Polonia. En 1937 interpretó el papel protagonista (Esther) en la película de Joseph Green Der Purimshpiler, junto a su marido y con Zigmund Turkow como jugador ambulante de Purim. Realizó una gira con Jacobsen por América y en 1938 regresaron a Polonia. En 1939 hicieron una gira por Sudáfrica.
De vuelta a América, participaron en el "Yiddish Art Theater" de Maurice Schwartz en Ven ikh bin Rotschild (If I were Rothschild) de Sholem Aleichem. Tras una gira por Argentina, Brasil y Londres, regresaron a Estados Unidos. En 1943 se casó con el actor Seymour Rechtzeit (alias Seymour Rexite); trabajaron en el Teatro Nacional, el Teatro Público, el Teatro de la Segunda Avenida y otros, actuando junto a Menasha Skulnik, Michael Mikhalesko, Fuchs, A. Grossman, Zyenda e Irving Jacobson. Actuó en el programa de radio The Forward's Hour en piezas de Isaac Bashevis Singer, Osip Dymov, Moshe Dluznowsky  y Kadia Molodowsky. Durante muchos años tuvo su propio programa, como cantante y comentarista, en WEVD; ella misma escribía el programa. Otro programa de este tipo fue Treft zikh mit Miriam Kressyn. Compuso la letra en yiddish de Misirlou.
Ella y su marido se convirtieron en los ídolos románticos de los musicales yiddish. A menudo formaba parte del reparto con otros favoritos del teatro yiddish, como Reizl Bozyk, Ben Bonus, Leo Fuchs, Mina Bern y Jacob Jacobs
A finales de la década de 1940, creó una versión en yiddish de Anna Lucasta, de Philip Vordan (un éxito de Broadway interpretado por un reparto exclusivamente negro), con Ben-Zion Witler como protagonista romántico; la obra fue un gran éxito. En la década de 1960 fue profesora de yiddish en el Queens College de Nueva York, donde también dirigió obras en yiddish.
En 1984 fue entrevistada en Almonds and Raisins, un documental sobre las películas sonoras en yiddish realizadas en Estados Unidos y Europa entre el estreno de The Jazz Singer en 1927 y el estallido de la Segunda Guerra Mundial en 1939. Siguió enseñando arte dramático en el Queens College hasta poco antes de su muerte en 1996, a los 86 años. Kressyn recibió numerosos premios.
Seymour Rechtzeit murió en 2002, a los 91 años; la pareja no tuvo hijos. Están enterrados en el bloque 67 de la Yiddish Theatrical Alliance en el Mount Hebron Cemetery; la sección está reservada a la comunidad teatral yiddish y es mantenida por la Alianza.

## Filmografía
- The Jewish Gypsy, 1930, with Hy Jacobson, director Sydney Goldin
- The Sailor's Sweetheart, 1933, with Hy Jacobson, director Sydney Goldin
- Der Purimshpiler, 1937, with Zygmunt Turkow and Hymie Jacobson, also Ajzyk Samberg, Maks Bozyk, Berta Litwina, Eni Liton, Jakum Fiszer, and others. Set of the shtetl was built on a backlot in Warsaw; exteriors shot partially in Kraków. Dialog by Itzik Manger.[8]
- Geleb un gelakht (Live and Laugh), 1933, with Hymie Jacobson, Max Wilner, Pincus Lavenda, Yudel Dubinsky, Celina Breene, Seymour Reichtzeit, Chaim Tauber, Mae Simon, Eddie Friedlander, Eva Miller, Cantor Josef Rosenblatt, Tamara, Menasha Skulnick, Joseph Buloff, Boris Rosenthal, Jack Shargel, Meyer Machtenberg, Sadie Banks.[8]